# Pardi Anna
Pardi Anna (Vésztő, 1945. április 12. –) magyar költő, újságíró.

## Életpályája
Szülei Pardi Sándor és Tóth Róza. Egyetemi tanulmányait a Kossuth Lajos Tudományegyetemen kezdte meg. 1966–1971 között az ELTE BTK magyar-orosz szakos hallgatója volt. 1972–1989 között üzemi lapoknál – többek között: FÓKUSZ – volt újságíró. 1989 óta szabadúszó újságíróként dolgozik.

## Művei

Adatlapok Cassandráról című könyvének borítóján
(Csigó László felvétele)

- Távirat mindenkinek (versek, 1971)
- Mennyi út az ajtód előtt (versek, 1974)
- Ágak körül a virradat (versek, 1975)
- A Madonna és Odüsszeusz (versek, 1981)
- Adatlapok Cassandráról (versek, 1985)
- Faustina emlékiratai (versek, 1988)
- Anonymus hölgye (1999)
- A levegő fejedelme (2000)
- A messzi boldogok (2005)
- Eltűnt ideák nyomában (2005)
- Bach és az antianyag (2007)
- A bánat imádása (2008)
- A legtisztább hang (2010)
- Stendhal fejfájásai (2011)
- Ludwig (2012)
- Ama titkok ragyogása; Kairosz, Bp., 2013
- Gogol és a sátáni evolúció; Kairosz, Bp., 2014
- A túlsó világ és Flavius; Kairosz, Bp., 2015
- Iszlenyov elragadtatása; Kairosz, Bp., 2016

## Díjai
- Móricz Zsigmond-ösztöndíj (1975)